# Perpetual
Perpetual är ett musikalbum av Kingdom Come. Det släpptes 2004 och var bandets elfte album om man räknar med deras livealbum Live & Unplugged samt deras samlingsalbum Balladesque

## Låtlista
1. "Gotta Move Now" - 5:20
2. "Hang 'em High" - 4:35
3. "Crown of Moscow" - 5:57
4. "Time to Realigh" - 4:29
5. "Silhouette Paintings" - 5:02
6. "With the Sun in Mind" - 3:23
7. "King of Nothing" - 6:05
8. "Borrowed Time" - 3:40
9. "Connecting Pain" - 4:18
10. "Watch the Dragonfly" - 5:17
11. "Inhaling the Silence" - 4:51
12. "Free Bird" - 6:44